# Sant Josep de la Torre de Tamúrcia
Sant Josep de la Torre de Tamúrcia, o la Purificació, és l'església romànica del poble de la Torre de Tamúrcia, en el terme actual de Tremp, dins de l'antic terme d'Espluga de Serra. És sufragània de la parroquial de Santa Maria d'Espluga de Serra.
És un edifici d'una sola nau coberta amb volta de canó i un arc toral de reforç a mitja nau. A llevant té l'absis semicircular, unit a la nau per un arc presbiteral. La porta és al sud, sota un porxo, per la resta, només dues finestre l'una, al centre de l'absis, de doble esqueixada, i a la façana meridional, una altra d'una sola.
Amb el pas del temps ha estat molt modificada: es van construir dues capelles, una a cada banda, el cor i un campanar de torre annex a la façana de ponent. El conjunt fa pensar en una obra del segle xii.